# Józef Berger
Józef Franciszek Berger (ur. 14 marca 1948 w Lędzinach) – polski polityk, pedagog, nauczyciel, poseł na Sejm V kadencji (2006–2007).

## Życiorys
Ukończył studia w Wyższej Szkole Pedagogicznej w Krakowie. Od 1985 był dyrektorem Liceum Ogólnokształcącego im. Powstańców Śląskich w Bieruniu. Przez trzy kadencje był radnym Bierunia, pełnił funkcję wiceprzewodniczącego rady miejskiej. W latach 2002–2006 zasiadał w Sejmiku Województwa Śląskiego II kadencji; wybrany został z listy Wspólnoty Samorządowej Województwa Śląskiego, później przystąpił do PO. W 2005 z jej ramienia ubiegał się o mandat poselski; ślubowanie złożył 10 października 2006, zastępując w Sejmie Andrzeja Sośnierza. Zasiadł w Komisji Finansów Publicznych, Komisji Edukacji, Nauki i Młodzieży oraz Komisji Polityki Społecznej. W wyborach parlamentarnych w 2007 bez powodzenia ubiegał się o reelekcję. W 2010 został radnym powiatu bieruńsko-lędzińskiego. W 2014 nie uzyskał reelekcji.

## Wyniki w wyborach ogólnopolskich
| Wybory | Komitet wyborczy | Komitet wyborczy      | Organ           | Okręg | Wynik        |
| ------ | ---------------- | --------------------- | --------------- | ----- | ------------ |
| 2005   |                  | Platforma Obywatelska | Sejm V kadencji | nr 31 | 3858 (1,16%) |
| 2007   | Sejm VI kadencji | Platforma Obywatelska | 5854 (1,26%)    | nr 31 |              |

## Odznaczenia
W 2002 otrzymał Krzyż Kawalerski Orderu Odrodzenia Polski.